# História de Madrid

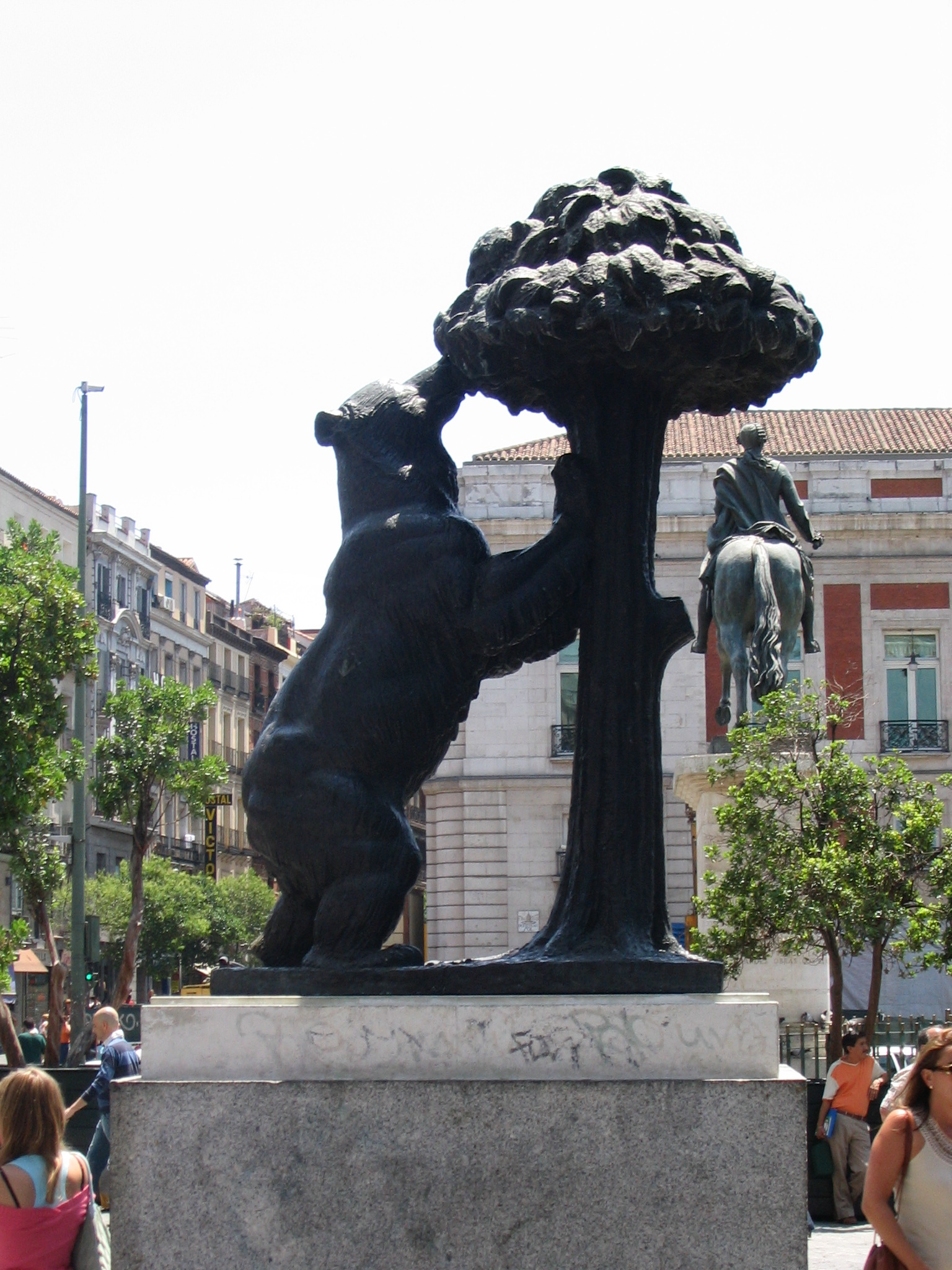
Estátua do urso e do medronheiro, símbolo da cidade de Madri

A história de Madrid (Espanha) foi marcada pela presença humana desde a pré-história, mas só a partir do século IX começou a ter alguma importância, tudo devido ao emir Maomé I de Córdova (r. 852–886), que nessa época aí instalou um palácio que fomentou o crescimento de uma povoação.

## Pré-história
Apesar de não terem sido encontradas restos fósseis de seres humanos, foi descoberta uma grande variedade de utensílios, principalmente perto de Arganda del Rey e do rio Manzanares; esse facto permitiu provar presença humana nas margens desse rio e de alguns dos terrenos actualmente ocupados pela cidade.

## Época romana e visigoda

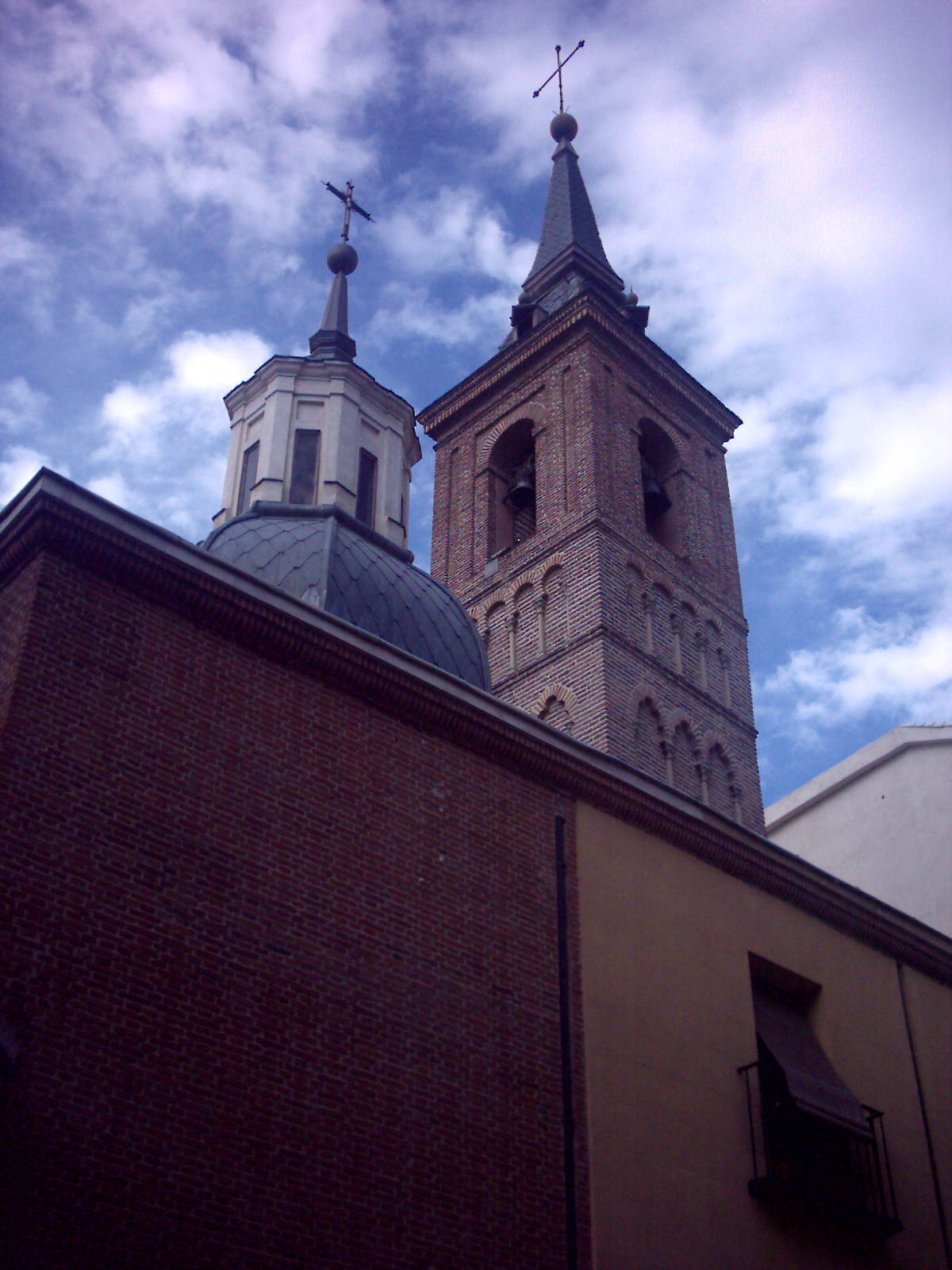
Igreja de São Nicolau em Madrid

A conquista, colonização e pacificação romana da Península Ibérica durou quase duzentos anos; desde a Segunda Guerra Púnica até ao ano de 27 a.C, no qual se completou o processo de paz no norte do território, dividindo então a Península em três províncias. A região de Madrid situava-se na Hispânia Tarraconense.
Neste período, Madrid era apenas uma pequena localidade rural na qual se cruzavam estradas e com uma paisagem natural excepcional. Tem-se discutido recentemente a possibilidade de existência de uma antiga basílica visigoda perto da igreja de Santa Maria da Almudena, mas ainda nada foi confirmado.

## Era muçulmana
O primeiro relato histórico da existência de uma povoação na região de Madrid data da época muçulmana. Na segunda metade do século IX, o emir de Córdova, Maomé I de Córdova (852 - 886) mandou construir um forte numa elevação junto ao rio (lugar ocupado actualmente pelo Palácio Real) com o propósito de vigiar a serra de Guadarrama e ser o ponto de partida de ataques contra os reinos cristãos do norte. Junto do forte, para sul, situava-se o povoado; chamava-se Mayrīt (Magerit em português). Deste período, foram descobertos em escavações arqueológicas levadas a cabo na cidade a partir de 1975, alguns restos da muralha árabe. Em Madrid nasceu no século X Maslama al-Majriti, chamado o "Euclides andalusino", notável astrónomo e fundador da Escola Matemática de Córdova.

## Conquista de Castela
A taifa de Toledo caiu nas mãos de Afonso VI de Leão e Castela sem oferecer resistência a 25 de Maio de 1085. Madrid e os seus arredores ficaram integrados no reino de Castela. Mudaram os muçulmanos, que habitavam na cidade, para os arrabaldes (bairros periféricos) que estavam ocupados na era árabe por moçárabes. Durante o século seguinte, Madrid recebe várias ofensivas árabes: os almorávidas, que incendiaram a cidade em 1109, e o Califado Almóada mais tarde em 1197. A vitória cristã da Batalha de Navas de Tolosa acaba em definitivo com a influência muçulmana no centro da Península.
Sucederam-se nesta época dois acontecimentos que se revelaram extremamente importantes e que marcaram profundamente a religião cristã da cidade: a descoberta de uma imagem da Virgem de Almudena e a vida "milagrosa" de Isidro Labrador, que mais tarde viria a ser canonizado. Madrid crescia prosperamente e  recebeu, em 1123, o título de vila; passou rapidamente a concelho e depois tornou-se no centro da comunidad de villa y tierra de Madrid. Em 1152, o rei Afonso VII estableceu os limites da comunidad de villa y tierra de Madrid, entre os rios Guadarrama e Jarama. Em 1188, uma representação madrilenha participa pela primeira vez nas Cortes de Castela. Em 1202, Afonso VIII concede o primeiro foral municipal à vila de Madrid, que servia para regular o seu funcionamento; as competências atribuídas foram ampliadas em 1222 por Fernando III. O governo de Madrid ficou, até 1346, a cargo dos seus habitantes num sistema de concelho aberto; o rei Afonso XI implantou nessa altura um novo regime na vila, no qual só os representantes da oligarquia local, os regedores, governavam.

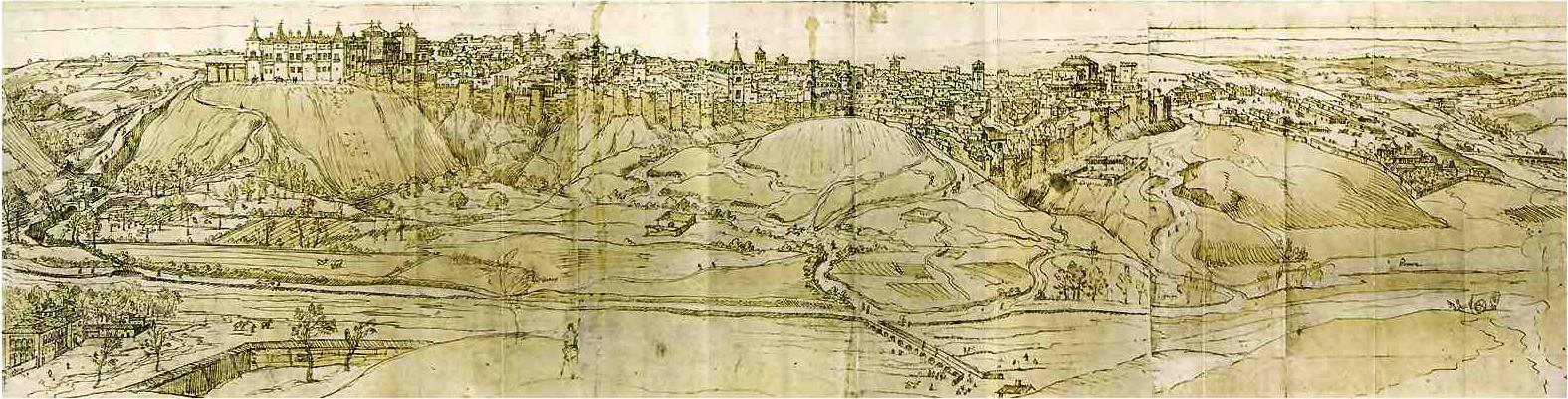
Vista de Madrid, de Anton Van Wyngaerde, 1562

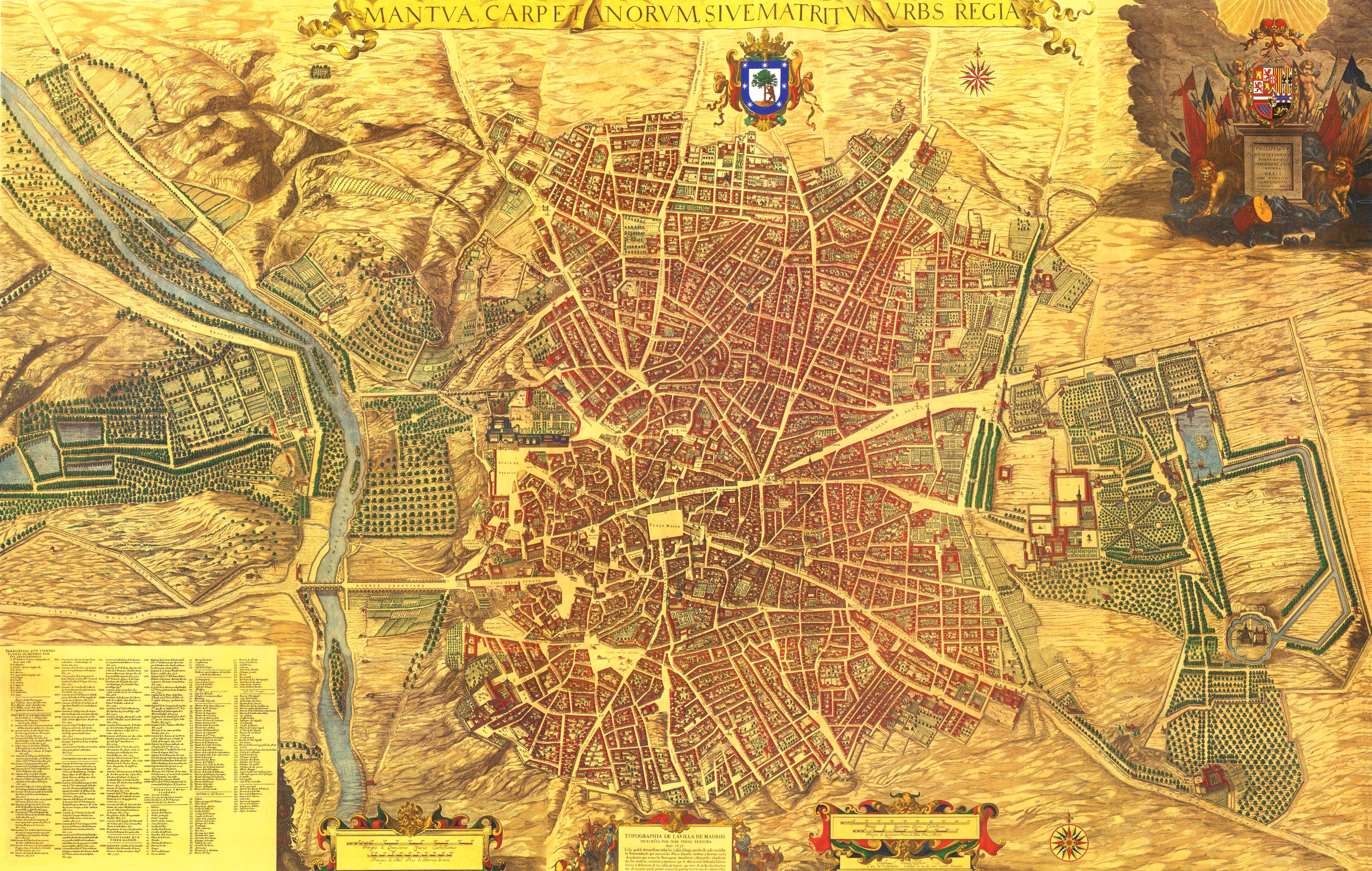
Mapa da Vila de Madrid por Pedro Teixeira Albernaz em 1656, por encargo de Felipe IV de Espanha.

O reis da dinastia de Trastâmara passaram largas temporadas na vila de Madrid devido acima de tudo à possibilidade de poderem caçar, passatempo bastante apreciado pela realeza castelhana. Na Guerra das Comunidades de Castela, Madrid uniu-se à revolta contra Carlos I (1520), mas a derrota dos populares na batalha de Villalar levou a que a vila fosse ocupada pelas tropas reais. Apesar da posição tomada por Madrid nesta ocasião, o sucessor de Carlos I, Filipe II decide instalar a corte em Madrid em 1561, tornando-a assim na capital de Espanha; este facto contribuiu decisivamente para a evolução da cidade. Salvo um breve período entre 1601 e 1606 em que a corte este instalada em Valladolid, o título de capital permaneceu em Madrid até à actualidade.
Com o estabelecimento da corte em Madrid, a sua população começou a crescer de forma significativa. Em 1625, Filipe IV deita a baixo a muralha da cidade, pois já não correspondia aos verdadeiros limites de Madrid, e constrói a que foi a última cerca de Madrid. Esta nova cerca cumpriu a sua utilidade até ao século XIX, altura na qual o crescimento da população obrigou que se passa-se além dela. O trabalho do governo centralizava-se no Alcázar Real, conjunto de edifícios situados nos terrenos que mais tarde foram ocupados pelo Palácio Real. Paralelamente, construiu-se um palácio no outro extremo da cidade, para lá dos limites da cerca; este era o Palácio do Bom Retiro, do qual foram conservados os jardins e a Sala do Trono; actualmente é utilizado pelo Museu do Prado.

## Neoclassicismo

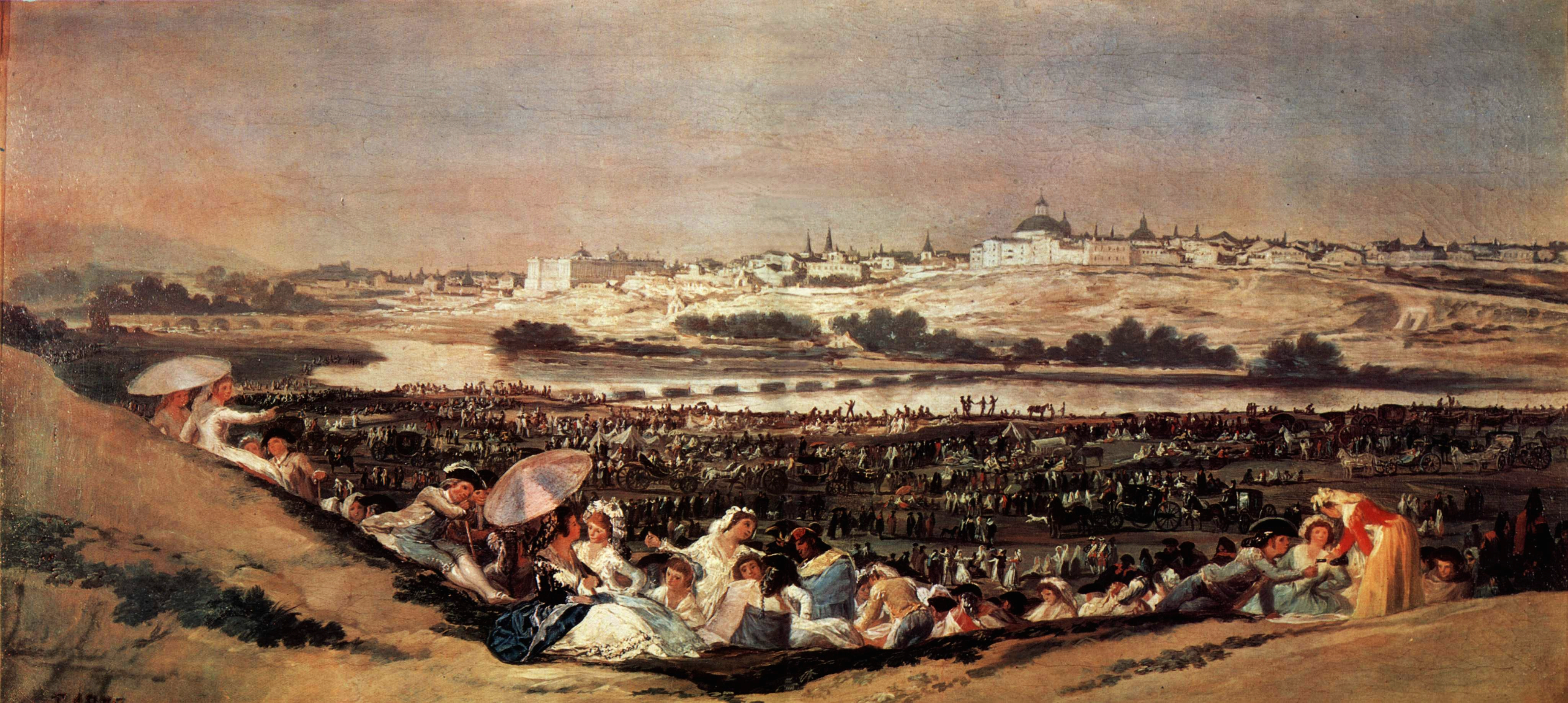
La pradera de San Isidro de Goya (1788). Vista de sudeste da cidade de Madrid

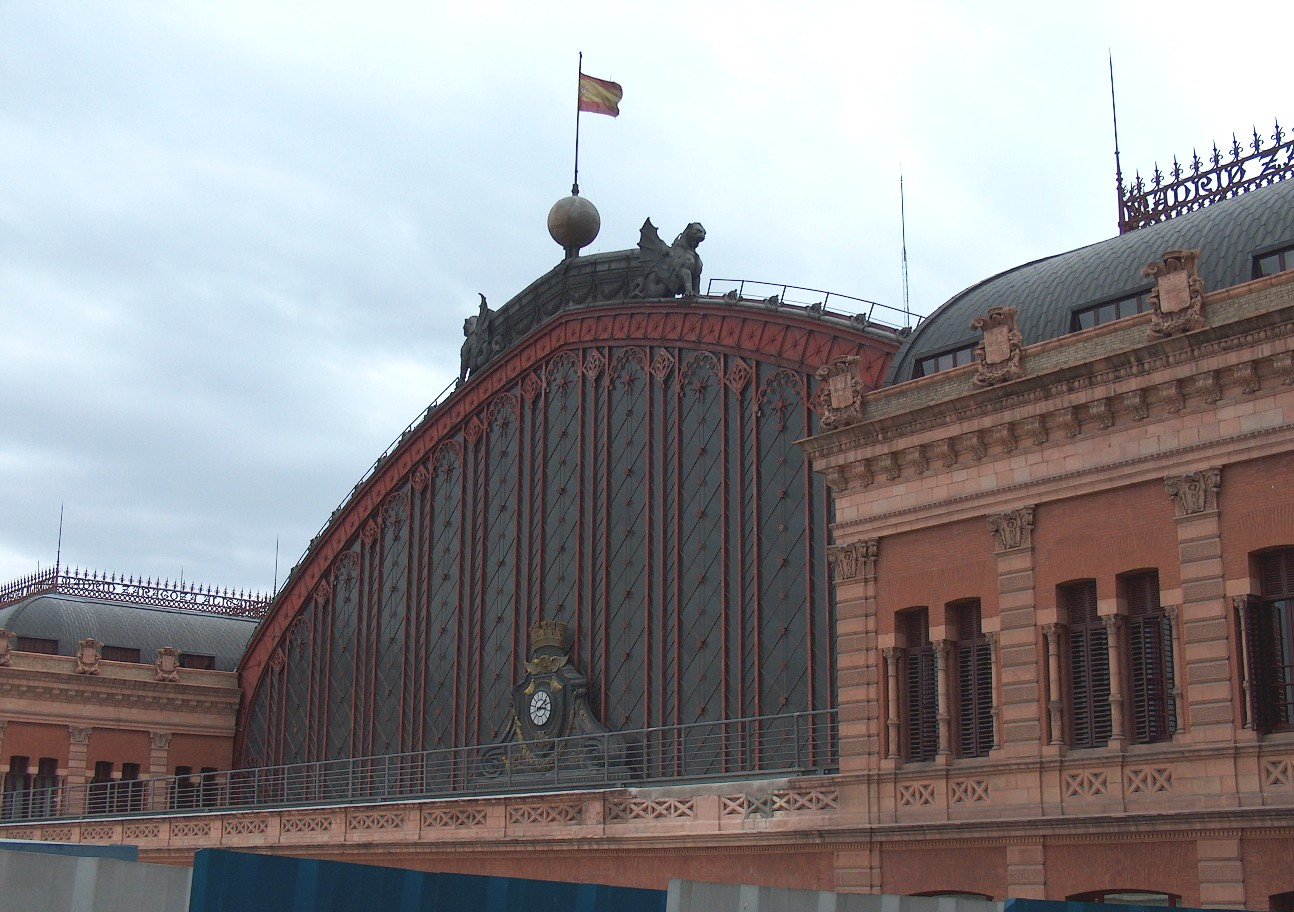
Estação de Atocha

A mudança de dinastia trouxe consequências favoráveis à cidade. Madrid tinha-se tornado num local escuro, triste, sujo, doentio e pestilento. Os Bourbons comprometeram-se a elevar Madrid ao nível de outras capitais europeias da época. O incêndio do Alcázar Real em 1734 foi a desculpa perfeita para a construção do Palácio Real, bem ao estilo do de Versalhes. As obras terminaram em 1755, tendo sido ocupado apenas a partir do reinado de Carlos III. Pontes, hospitais, parques, fontes, edifícios científicos, esgotos e outras intervenções foram promovidas pelo monarca, que recebe o título popular de "melhor alcaide de Madrid"; contou com a colaboração de arquitectos e urbanistas tais como: Francesco Sabatini, Ventura Rodríguez, Juan de Villanueva entre outros. O projecto do Salão do Prado, nos arredores da cidade será provavelmente o mais importante de todos; este deixou como herança à cidade os paseos del Prado y Recoletos, as fontes de Neptuno, Cibeles e Apolo, o Jardim Botânico Real, o Observatório Astronómico ou o Gabinete de História Natural que mais tarde se viria a converter no Museu do Prado. Contudo, a relação entre o "rei alcaide" e os seus súbditos nem sempre foi pacífica: várias medidas do seu programa de modernização foram bastante contestadas de maneira violenta; exemplo disso é o motim de Esquilache em 1766.

## Era Industrial
O levantamento de 2 de maio de 1808 do povo de Madrid contra as tropas francesas marcou o início da guerra da Independância. O rei José Bonaparte pôs em prática várias medidas na capital, sendo que algumas delas, mais frequente, eram de ordens de demolição de edifícios para a construção de praças; nessa medida adquiriu o nome popular de Pepe Praçolas (Pepe é o diminutivo espanhol para José).
Em 1860 é demolida a cerca de Felipe IV, e desta forma a cidade começa a crescer rapidamente para os lados; no princípio esse crescimento era feito de forma ordena, graças ao planeamento urbanístico de Carlos María de Castro; um bom exemplo desse planeamento são os ensanches. Foi construído um moderno sistema de abastecimento de águas (o Canal de Isabel II) e estabeleceram-se comunicações por caminho-de-ferro que converteram Madrid no centro da rede radial de comunicações, o que também deixou a sua marca na malha urbana (a Estação de Atocha e a Estação Príncipe Pío).

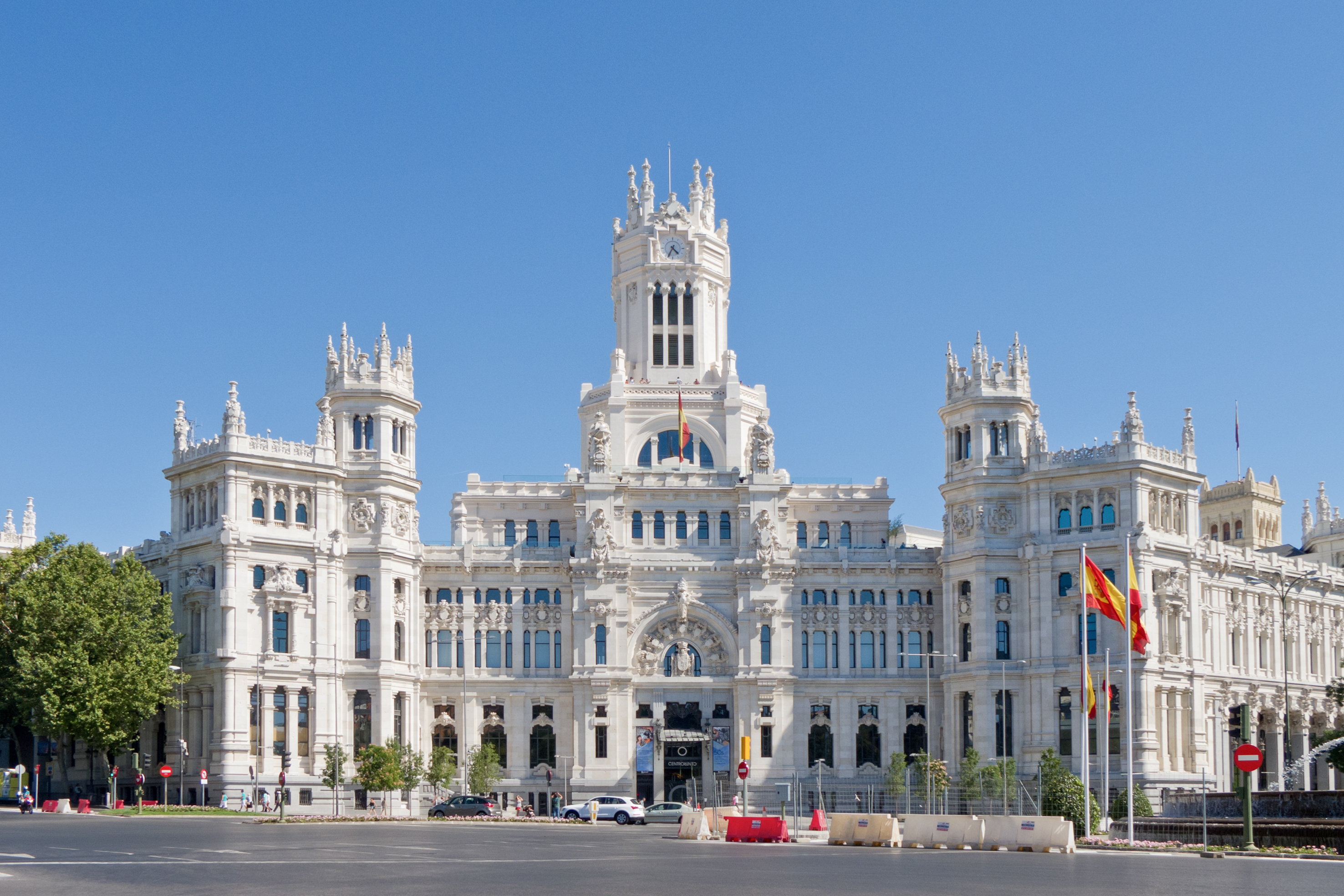
Palácio das Comunicações

## Restauração
Nos primeiros 30 anos de século XX, a população madrilenha chega à marca de um milhão de habitantes. As necessidades infraestructurais que o crescimento populacional trouxe a construção de vias de comunicações radiais, de núcleos de habitação, que até então estavam separados de Madrid, e que nessa altura se juntaram à capital; esses núcleos são: Alto Carabanchel e Baixo Carabanchel, Chamartín de la Rosa, Vallecas, Vicálvaro, Canillejas e Fuencarral.
Os novos arredores constituídos pelos bairros de las Ventas, Tetuán e el Carmen albergavam o recém chegado proletariado, enquanto que nos ensanches estava instalada a burguesia madrilenha. Estas transformações fomentaram a ideia da Ciudad Lineal, de Arturo Soria. Paralelamente foi inaugurada a Gran Vía e também o metro em 1919. Durante o reinado de Afonso XIII, foram cedidos terrenos reais a noroeste do Palácio Real para fundar a Ciudad Univesitaria.

## Segunda República e Guerra Civil

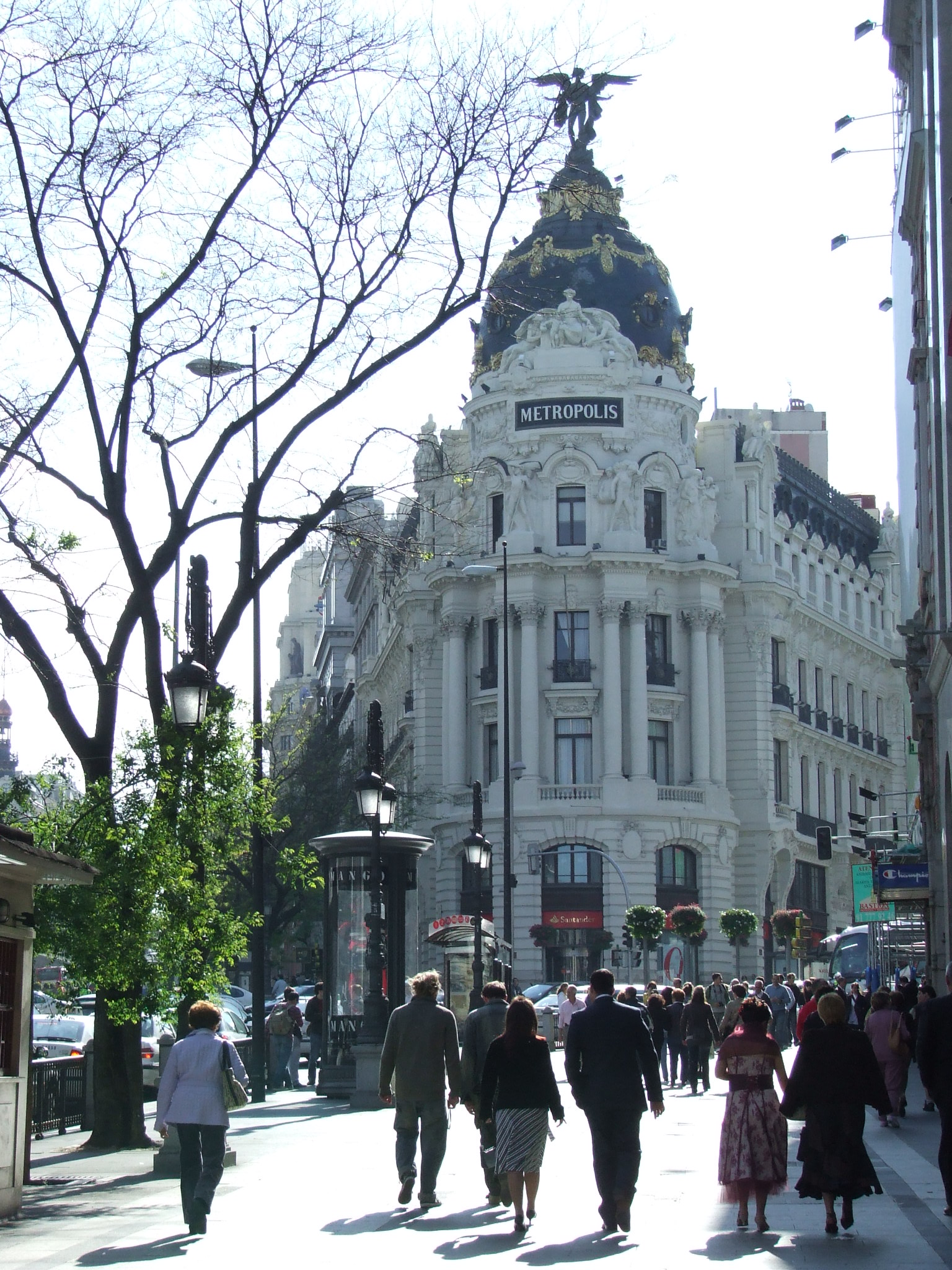
Edifício Metropolis

As eleições municipais de 12 de Abril de 1931 deram um grande triunfo aos republicano-socialistas em Madrid; obteveram 69,2% dos votos (88.758 votos). O republicano Pedro Rico foi eleito alcaide. O triunfo republicano em Madrid e na maioria das capitais de província acabou com a monarquia dando início à Segunda República Espanhola, apenas dois dias após as eleições. O comité republicano assumiu o poder no dia 14 à tarde, proclamando a República na sede do Ministério da Governação, perante uma multidão eufórica. A Constituição da República promulgada em 1931 foi a primeira que legislou que a capital do Estado era Madrid. Em 1936 estalou a guerra civil. A resistência das milícias, militarizadas sob a forma de Exército Popular em 1937, eram dirigidas pela Junta de Defensa de Madrid, e conseguiram atrasar a ofensiva durante a batalla de Madrid nos bairros do oeste da cidade. Esta ocupação de Madrid pelas tropas de Franco gerou uma especulação, posteriormente não confirmada, de que a capital seria mudada para Burgos como castigo à resistência militar. A cidade não voltaria a sofrer mais assaltos por terra durante a guerra, mas foi castigada por fogo artilheiro e bombardeamentos aéreos, os primeiros na História sobre uma capital. O final da guerra foi especialmente caótico em Madrid devido a confrontos violentos entre republicanos.

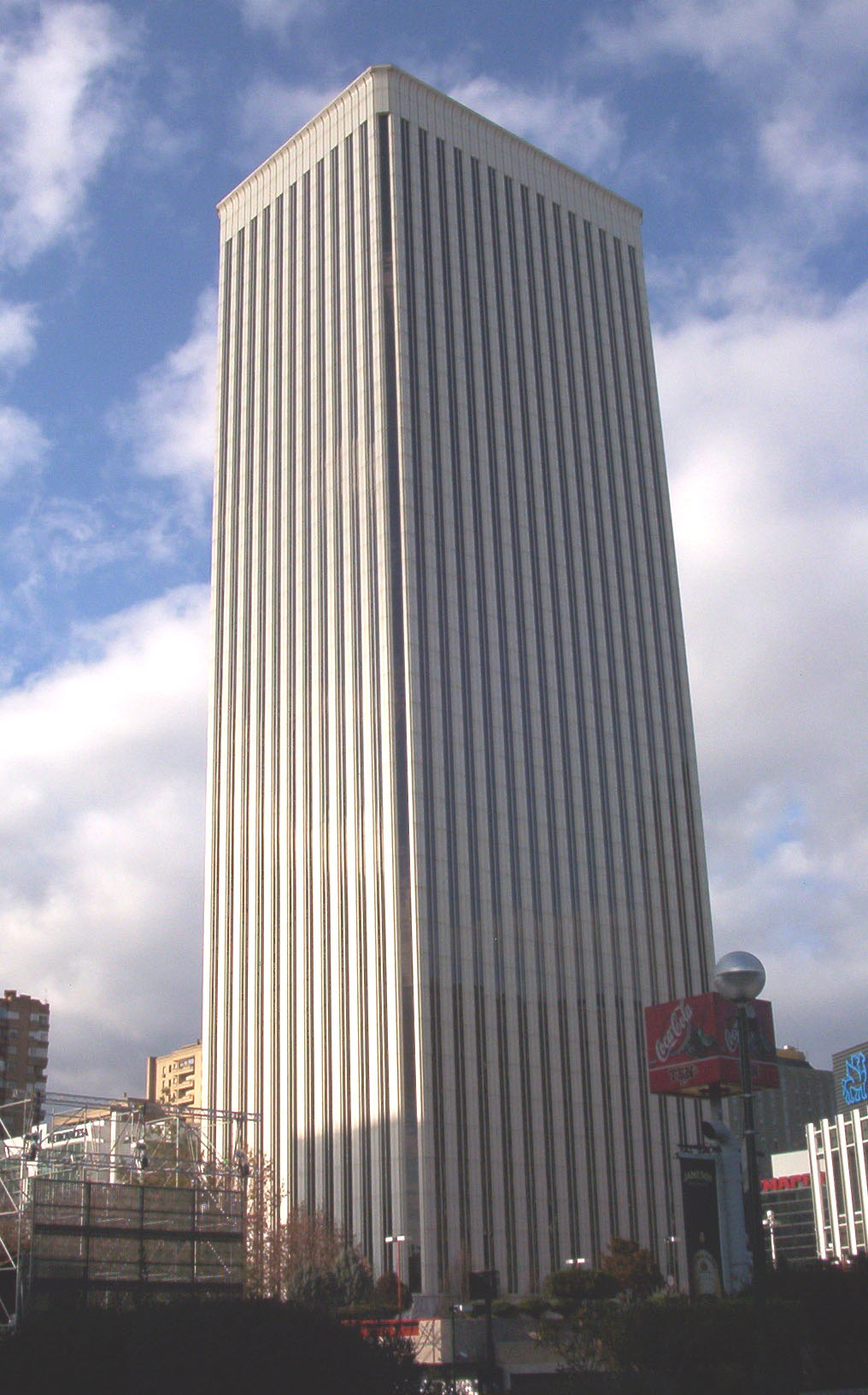
A Torre Picasso

## Ditadura de Franco
Terminada a guerra, a cidade continuou a crescer espacialmente. Centenas de milhares de espanhóis mudam-se do campo para a capital. Madrid, em conjunto com Barcelona e Bilbao, é uma das cidades que mais beneficiou com estes movimentos populacionais.
A partir de 5 de Junho de 1948, começa o processo de anexação a Madrid de treze municípios nos arredores; este processo acabou a 31 de Julho de 1954, juntado a Madrid os municípios de Aravaca, Barajas, Canillas, Canillejas, Chamartín de la Rosa, Fuencarral, Hortaleza, El Pardo, Vallecas, Vicálvaro, Villaverde, Alto Carabanchel e Baixo Carabanchel. A área da cidade passou de 66 km² para 607 km² e aumentou a sua população com 300 mil novos habitantes desses municípios.
A desordem urbanística instalou-se em Madrid, o centro histórico era alvo de especulação devido à permissão de demolição de edifícios de valor artístico e histórico, para aí se erguerem outros, mais modernos e inovadores como, por exemplo, as Torres de Colón. Nalguns casos, as intervenções arquitectónicas tinham um forte carácter político, tentando impôr o conceito de Madrid Imperial franquista; exemplo disso é a zona de Moncloa, onde foram construídos o Arco da Victória e o edifício do Ministério do Ar, num estilo neoherreriano, ou ainda a Casa Sindical.
O Plano de Ordenação da Área Metropolitana, aprovado em 1963, foi posto em prática nesse ano; o seu objectivo era inverter a tendência da população se concentrar em Madrid, e mudá-la para municípios metropolitanos como, Alcorcón, Alcobendas, Coslada, Fuenlabrada, Getafe, Leganés, Móstoles, San Sebastián de los Reyes e San Fernando de Henares, que se converteram em autênticas cidades dormitório.

## Democracia
Depois da morte de Franco, Madrid foi um dos principais palcos durante o período de transição. Os primeiros meses do ano de 1977 destacaram-se pela agitação política e social, com manifestações e contramanifestações violentas com vítimas mortais. Outros graves incidentes foram dois sequestro da GRAPO e ainda a episódio da Matança de Atocha de 1977, levados a cabo por elementos da extrema direita. Com a consolidação do regime democrático, a constituição de 1978 confirma o estatuto de capital de Madrid, agora na Espanha democrática.

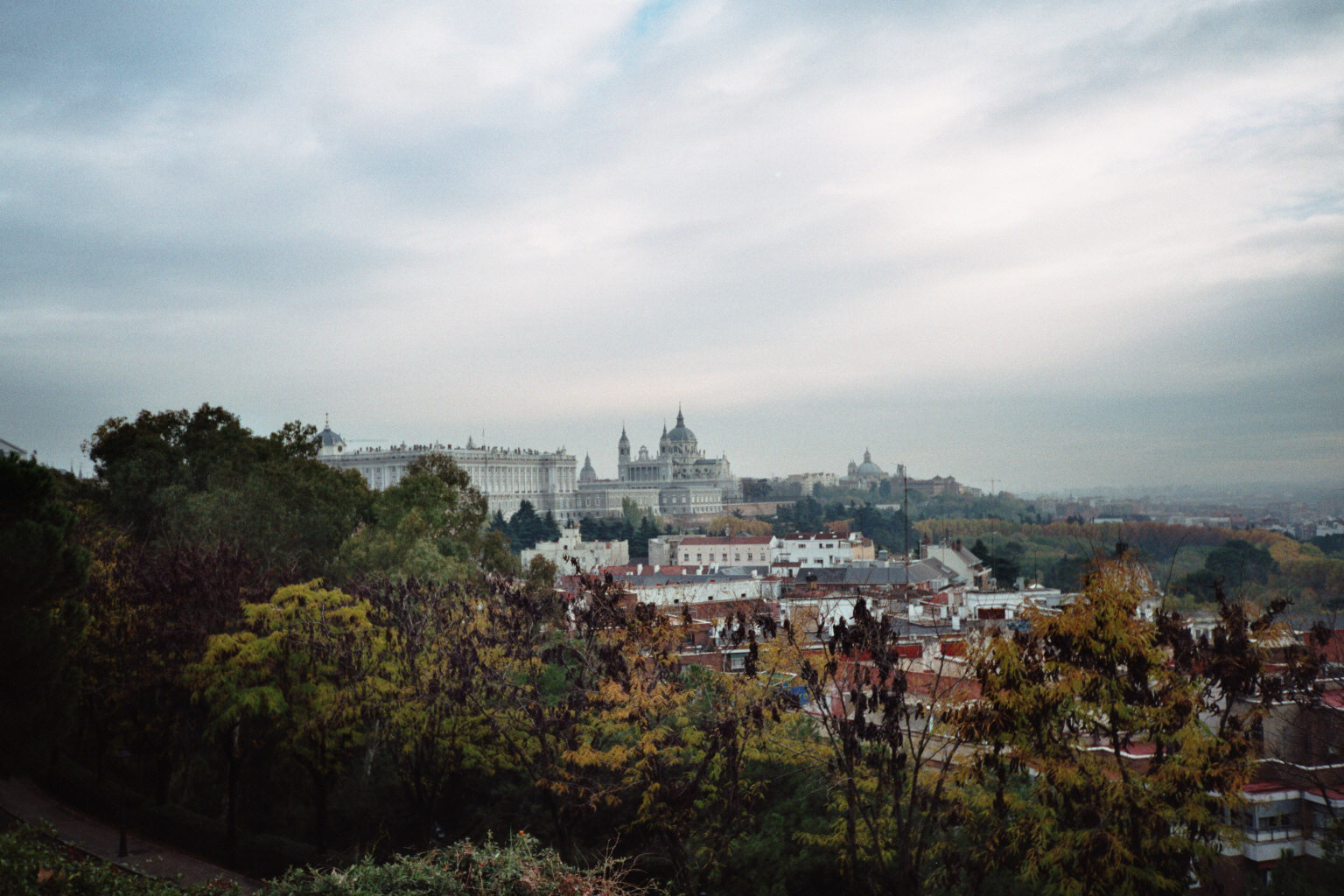
Palácio Real de Madrid

Em 1979, tiveram lugar as primeiras eleições municipais democráticas desde a II República; nestas foi eleito um representante dos partidos de esquerda para governar a cidade, Enrique Tierno Galván, conhecido como O Professor. Após a sua morte, foi substituído por Juan Barranco, do PSOE, com o apoio do PCE. A cidade virou-se para posições mais conservadoras com Agustín Rodríguez Sahagún, do CDS, e José María Álvarez del Manzano. Alberto Ruiz-Gallardón, do PP, foi nomeado alcaide da cidade depois de um período na chefia da Comunidade Autónoma de Madrid. A eleição democrática de alcaides trouxe grandes benefícios à cidade, pois, ao verem-se obrigados a prestar bons serviços para serem reeleitos, os alcaides melhoraram muito a qualidade de vida dos madrilenhos (os alcaides franquistas eram eleitos directamente por Franco). Foram construídas bibliotecas, instalações desportivas e centros de saúde, demoliram-se bairros de lata, procedeu-se à limpeza do rio Manzanares e restauraram-se vias de trânsito.
A 11 de Março de 2004 a cidade sofreu uma série de atentados com mochilas bomba em quatro comboios da rede Cercanías de Madrid. Os atentados, os maiores sofridos em Espanha e na União Europeia, levaram a vida a 191 pessoas e deixou mais de 1900 feridas. Três anos após esse triste episódio os reis de Espanha inauguram na praça Carlos V um monumento comemorativo dedicado às vítimas do atentado.